# دهستان حومه (سرآب)
دهستان حومه نام دهستانی در بخش مرکزی شهرستان سرآب، استان آذربایجان شرقی در ایران است. بر اساس سرشماری مرکز آمار ایران در سال ۱۳۸۵، جمعیت آن ۱۴۰۶۶ نفر (۳۴۵۴ خانوار) بوده‌است.
روستاهای مسکونی آن از این قرارند:
- اسبفروشان
- اشتجران
- اله‌حق
- اندراب
- اوغان
- ایدرشان
- بیجند
- پرکاب
- تازه‌کند
- تیرشاب
- حصار
- سرانسر
- سردها
- صومعه حق
- قشلاق
- مهین
- هریس
- هولیق